# 仲川翠
仲川 翠（なかがわ みどり、1924年8月20日 - 2005年3月13日）は、日本の教育者。北海道高等学校体育連盟、北海道高等学校野球連盟の元会長。元プロ野球選手。北海道小樽市出身（札幌市生まれ）。

## 来歴・人物
北海道札幌市に生まれ、4歳で小樽市に移住。旧制小樽中学校から東京高等師範学校（現・筑波大学）に進学。在学中は東都大学リーグで活躍し、母校の一部昇格に貢献した。卒業後東和ゴムに入社したが、プロ野球再編問題によるセ・リーグ誕生に伴い新設され、選手が不足していた新球団国鉄スワローズの誘いに応じて入団。シーズン途中の入団だが、同期に金田正一がいる。投手として国鉄に2年在籍後に引退。本人は後に当時を振り返って、「プロで食べていこうという心づもりは無く、野球の大学をちょっと覗いてみようというぐらいの気持ちだった。」と述懐している。
その後帰郷して小樽市役所に入り、アマチュア復帰して小樽野球協会で30歳までプレー、1971年小樽市教育委員会次長。その後、北海道留辺蘂高等学校・北海道三笠高等学校・北海道富良野高等学校・北海道室蘭栄高等学校の校長を歴任し、1985年3月北海道札幌東高等学校校長を最後に教職を勇退。他に北海道高等学校体育連盟、北海道高等学校野球連盟の会長も兼任し、教育者として大きな功績を残した。
2005年3月13日、小樽市で死去。

## 詳細情報

### 年度別投手成績
| 年 度     | 球 団     | 登 板 | 先 発 | 完 投 | 完 封 | 無 四 球 | 勝 利 | 敗 戦 | セ 丨 ブ | ホ 丨 ル ド | 勝 率 | 打 者 | 投 球 回 | 被 安 打 | 被 本 塁 打 | 与 四 球 | 敬 遠 | 与 死 球 | 奪 三 振 | 暴 投 | ボ 丨 ク | 失 点 | 自 責 点 | 防 御 率 | W H I P |
| --------- | --------- | ----- | ----- | ----- | ----- | -------- | ----- | ----- | -------- | ----------- | ----- | ----- | -------- | -------- | ----------- | -------- | ----- | -------- | -------- | ----- | -------- | ----- | -------- | -------- | ------- |
| 1950      | 国鉄      | 10    | 4     | 0     | 0     | 0        | 0     | 3     | --       | --          | .000  | 154   | 31.2     | 38       | 6           | 16       | --    | 0        | 10       | 1     | 0        | 32    | 23       | 6.47     | 1.71    |
| 1951      | 国鉄      | 8     | 2     | 0     | 0     | 0        | 0     | 2     | --       | --          | .000  | 120   | 24.0     | 39       | 2           | 12       | --    | 1        | 8        | 3     | 0        | 28    | 22       | 8.25     | 2.13    |
| 通算：2年 | 通算：2年 | 18    | 6     | 0     | 0     | 0        | 0     | 5     | --       | --          | .000  | 274   | 55.2     | 77       | 8           | 28       | --    | 1        | 18       | 4     | 0        | 60    | 45       | 7.23     | 1.89    |

### 背番号
- 17 （1950年 - 1951年）